# 오안진
오안진(1972년 12월 23일 ~ )은 대한민국의 배우이자 모델이다.

## 학력
- 한양대학교 전자전기공학과 학사

## 출연작

### 영화
- 《기묘한 가족》 (2019년) - 미용실 습격 좀비 역
- 《법피아》 (2018년) - 주임검사2018년
- 《내나이가 어때서》 (2018년) - 원룸텔남자 역
- 《출국》 (2018년) - 최과장요원 3 역
- 《제시는 그때 스무살이었다》 (2017년) - 미군 중사 토니 역
- 《대장 김창수》 (2017년) - 일본측 기자 2 역

## 수상
- 2016년 대한민국 예술대상 연기상